# Championnat du Nicaragua de football 1986
Navigation
Saison précédente Saison suivante
La Primera División 1986 est la quarante-troisième édition de la première division nicaraguayenne.
Lors de ce tournoi, l'América Managua a tenté de conserver son titre de champion du Nicaragua face aux neuf meilleurs clubs nicaraguayens.
Les clubs nicaraguayens sont interdits de participation à la Coupe des champions de la CONCACAF durant la période sandiniste dans le pays.

## Les 10 clubs participants
| \| Managua: América Managua Bufalos Rivas FC Juventus Managua Universidad Centroamericana FC Managua Chinandega FC Real Estelí FC / Diriangén FC FC San Marcos Deportivo Masaya Xilotepelt FC \| Localisation des clubs engagés dans le championnat. |
| Managua: América Managua Bufalos Rivas FC Juventus Managua Universidad Centroamericana FC Managua Chinandega FC Real Estelí FC / Diriangén FC FC San Marcos Deportivo Masaya Xilotepelt FC                                                           |

| Club                           | Stade                                        | Capacité          | Ville      |
| América Managua                | Stade Olympique de l'Indépendance de Managua | 8 000             | Managua    |
| Bufalos Rivas FC               | Stade inconnu                                | Capacité inconnue | Managua    |
| Chinandega FC (en)             | Stade Efraín Tijerino                        | 8 000             | Chinandega |
| Deportivo Masaya               | Stade inconnu                                | Capacité inconnue | Masaya     |
| Diriangén FC                   | Stade Cacique Diriangén                      | 7 500             | Diriamba   |
| Real Estelí FC                 | Stade de l'Indépendance                      | 4 800             | Estelí     |
| Juventus Managua               | Stade inconnu                                | Capacité inconnue | Managua    |
| FC San Marcos                  | Stade Olimpico de San Marcos                 | 3 000             | San Marcos |
| Universidad Centroamericana FC | Stade inconnu                                | Capacité inconnue | Managua    |
| Xilotepelt FC                  | Stade Pedro Selva                            | 12 000            | Jinotepe   |

## Bilan du tournoi
| Tableau d'Honneur |                  |
| Compétition       | Vainqueur        |
| Primera División  | Deportivo Masaya |

| Promotions et relégations   |         |
| Relégué en Segunda División | Inconnu |
| Promu de Segunda División   | Inconnu |